# Зоретти, Людовик
Людовик Зоретти (фр. Ludovic Zoretti; 29 июня 1880, Марсель — 22 января 1948, Вильнёв-сюр-Ло) — французский математик, профсоюзный лидер и политик; профессор механики на естественнонаучном факультете в университете города Кан (1911—1939); учился в марсельском лицее, в 1902 году получил высшее образование и стал там библиотекарем; с 1904 по 1908 год являлся учителем средней школы в Рошфоре. Занимался исследования о возможности аналитического представления функции комплексного переменного в виде ряда.

## Биография
Людовик Зоретти родился 29 июня 1880 года в Марселе; он учился в лицее в родном городе и в 1899 году участвовал в общенациональных тестах для поступления в политехническую школу «École polytechique» и школу «École normale supérieure». В 1902 году он окончил высшую школу «École normale supérieure», после чего стал там библиотекарем. С 1904 по 1908 год он являлся учителем средней школы (гимназии) в Рошфоре, а в 1905 году он защитил кандидатскую диссертацию об аналитических функциях. В 1908 году он получил звание преподавателя университета («maître de conférences») в Гренобле, а с 1911 по 1939 год — являлся профессором механики на естественнонаучном факультете в университете города Кан.
Зоретти написал несколько работ по математической топологии и статью в «Энциклопедии математических наук» (Encyklopädie der mathematischen Wissenschaften). В конце XIX века шведский математик Магнус Гёста Миттаг-Леффлер исследовал возможность аналитического представления функции комплексного переменного в виде ряда; его работы дали возможность строить такие ряды, но содержали и один дополнительный «сложный» случай. Хотя сам Миттаг-Леффлер полагал, что ему удастся решить проблему, поиск решения оказался более сложным и длительным — Зоретти был среди тех, кому уже в XX веке удалось довести решение до конца. В тот же период — с 1917 по 1940 год — он был и активным профсоюзным деятелем, особенно среди преподавателей университетов: входил во Всеобщую конфедерацию труда (CGT). С 1928 по 1939 год являлся секретарем «Всеобщей федерации образования», где выступал за светскую единую систему школьного образования.
С 1914 по 1939 год Людовик Зоретти входил во Французскую секцию Рабочего интернационала (SFIO): будучи убежденным пацифистом, особенно ярко выразившим свои взгляды на конгрессе SFIO в Нанте в 1939 году, он потерял свой пост как в университете, так и в SFIO. В 1940 году он предстал перед военным трибуналом. В период оккупации Франции во время Второй мировой войны, Зоретти присоединился к Марселю Деа и его Национально-народному объединению, где стал одним из 15 членов правления и представителем от юга страны. Он вернулся в область государственного образования только в 1944 году. После войны Зоретти первоначально был приговорен к смертной казни, которая затем была заменена на восемь лет тюрьмы. 22 января 1948 года он умер в лагере для интернированных недалеко от коммуны Вильнёв-сюр-Ло.

## Работы
- Sur les fonctions analytiques uniformes qui possèdent un ensemble parfait discontinu de points singuliers, Gauthiers-Villars 1905.
- Leçons sur le prolongement analytique, Gauthiers-Villars 1911.